# Rob McElhenney
Robert McElhenney III (Filadelfia, Pensilvania, 14 de abril de 1977), más conocido como Rob McElhenney, es un actor, guionista, productor y empresario estadounidense.
Es conocido por su papel de «Ronald "Mac" McDonald» en la serie de comedia de Colgados en Filadelfia (2005-presente), un programa que cocreó con Charlie Day y Glenn Howerton y en el que continúa trabajando como productor ejecutivo y escritor. También es conocido por interpretar a Ian Grimm en la serie de comedia Mythic Quest de Apple TV+ (2020-presente), que cocreó con Day y Megan Ganz y es productor ejecutivo.
En septiembre de 2020 se convirtió en copropietario junto con Ryan Reynolds del club de fútbol galés Wrexham Association Football Club; esto se cubrió en la serie documental deportiva Welcome to Wrexham (2022-presente), en la que es uno de los productores ejecutivos. Además, también es accionista del Club Necaxa mexicano.

## Infancia y juventud
Nació en Filadelfia y se graduó en 1995 en la St. Joseph's Preparatory School de su ciudad natal. Actualmente está casado con Kaitlin Olson, su compañera de elenco en It's Always Sunny in Philadelphia desde el 27 de octubre de 2008.

## Trabajos en televisión
La popularidad en su país se debe a su papel de Mac en la serie It's Always Sunny in Philadelphia, una comedia de situación de televisión de la cadena FX. McElhenney ha sido el director ejecutivo de la serie, de la que ha escrito siete episodios y ha dirigido uno.
Apareció en el episodio Not in Portland de la tercera temporada de la serie Lost con el papel de Aldo. El productor ejecutivo de esta serie, Damon Lindelof, sentía tal admiración por It's Always Sunny in Philadelphia que insistió para que McElhenney apareciera en Lost.[cita requerida]
También coprotagoniza Mythic Quest, comedia de Apple TV.

## Trabajos para el cine
McElhenney debutó con un pequeño papel en la película The Devil's Own (en España, La sombra del diablo) de Alan J. Pakula y también intervino como personaje secundario en A Civil Action (Acción civil) de Steven Zaillian y Wonder Boys (Jóvenes prodigiosos) de Curtis Hanson. 
Más importante ha sido su participación en Latter Days y The Tollbooth. 